# Saison 2015-2016 des Kings de Sacramento
La saison 2015-2016 des Kings de Sacramento est la 71e saison de la franchise (68e saison en NBA) et la 31e saison dans la ville de Sacramento.

## Draft
| Tour | Choix | Joueur              | Poste | Nationalité | Provenance           |
| ---- | ----- | ------------------- | ----- | ----------- | -------------------- |
| 1    | 6     | Willie Cauley-Stein | C     | États-Unis  | Wildcats du Kentucky |

## Pré-saison
| Pré-saison Total: 5-1 (Domicile : 2-0 ; Extérieur : 3-1) |

| Match | Date match | Équipe        | Score          | Meilleur marqueur    | Meilleur rebondeur      | Meilleur passeur     | Lieux Spectateurs                 | Série |
| ----- | ---------- | ------------- | -------------- | -------------------- | ----------------------- | -------------------- | --------------------------------- | ----- |
| 1     | 5 octobre  | @ Portland    | V 109-105 (OT) | Marco Belinelli (32) | Rudy Gay (9)            | Darren Collison (10) | Moda Center 14 976                | 1 - 0 |
| 2     | 7 octobre  | @ Phoenix     | D 98-102       | Rudy Gay (30)        | DeMarcus Cousins (8)    | Collison, Rondo (5)  | Talking Stick Resort Arena 12 033 | 1 - 1 |
| 3     | 8 octobre  | San Antonio   | V 95-92        | Rudy Gay (26)        | DeMarcus Cousins (10)   | Rajon Rondo (10)     | Sleep Train Arena 14 083          | 2 - 1 |
| 4     | 10 octobre | Portland      | V 94-90        | Darren Collison (18) | Willie Cauley-Stein (9) | Rajon Rondo (4)      | Sleep Train Arena 14 172          | 3 - 1 |
| 5     | 13 octobre | @ L.A Lakers  | V 107-100      | Marco Belinelli (17) | Rudy Gay (11)           | Darren Collison (7)  | MGM Grand Garden Arena 11 618     | 4 - 1 |
| 6     | 17 octobre | @ New Orleans | V 107-98       | Rudy Gay (20)        | Rudy Gay (10)           | Darren Collison (5)  | Rupp Arena 19 183                 | 5 - 1 |

## Saison régulière
| Saison régulière Total: 33-49 (Domicile : 18-23 ; Extérieur : 15-26) |

| Match | Date match | Équipe         | Score     | Meilleur marqueur     | Meilleur rebondeur    | Meilleur passeur    | Lieux Spectateurs        | Série |
| ----- | ---------- | -------------- | --------- | --------------------- | --------------------- | ------------------- | ------------------------ | ----- |
| 1     | 28 octobre | L.A Clippers   | D 104-111 | DeMarcus Cousins (32) | DeMarcus Cousins (13) | Marco Belinelli (7) | Sleep Train Arena 17 458 | 0 - 1 |
| 2     | 30 octobre | L.A Lakers     | V 132-114 | Cousins, Rondo (21)   | DeMarcus Cousins (11) | Rajon Rondo (8)     | Sleep Train Arena        | 1 - 1 |
| 3     | 31 octobre | @ L.A Clippers | D 109-114 | Rajon Rondo (21)      | Trois joueurs (9)     | Rajon Rondo (8)     | Staples Center           | 1 - 2 |

## Confrontations
| Conférence Est      | Conférence Est                               | Conférence Est                               | Conférence Ouest                             | Conférence Ouest                             | Conférence Ouest                             | Conférence Ouest                             | Conférence Ouest                             |
| Division Atlantique | Division Atlantique                          | Division Atlantique                          | Division Nord-Ouest                          | Division Nord-Ouest                          | Division Nord-Ouest                          | Division Nord-Ouest                          | Division Nord-Ouest                          |
| Équipe              | Domicile                                     | Extérieur                                    | Équipe                                       | Domicile                                     | Domicile                                     | Extérieur                                    | Extérieur                                    |
| ------------------- | -------------------------------------------- | -------------------------------------------- | -------------------------------------------- | -------------------------------------------- | -------------------------------------------- | -------------------------------------------- | -------------------------------------------- |
| Boston              | 97-114                                       | 119-128                                      | Denver                                       | 116-110                                      |                                              | 114-110                                      | 115-106                                      |
| Brooklyn            | 111-109                                      | 119-128                                      | Minnesota                                    | 91-101                                       | 97-105                                       | 95-99                                        | 104-113                                      |
| New York            | 99-97                                        | 88-80                                        | Oklahoma City                                | 116-131                                      | 114-112                                      | 95-98                                        | 116-104                                      |
| Philadelphie        | 105-110                                      | 114-110                                      | Portland                                     | 94-98                                        | 107-115                                      | 97-112                                       | 93-105                                       |
| Toronto             | 107-101                                      | 104-94                                       | Utah                                         | 114-106                                      | 99-108                                       | 103-101                                      |                                              |
|                     | 3–2                                          | 3–2                                          |                                              | 3–6                                          | 3–6                                          | 4–5                                          | 4–5                                          |
| Division            | 6–4                                          | 6–4                                          | Division                                     | 7–11                                         | 7–11                                         | 7–11                                         | 7–11                                         |
| Division Atlantique | Division Atlantique                          | Division Atlantique                          | Division Nord-Ouest                          | Division Nord-Ouest                          | Division Nord-Ouest                          | Division Nord-Ouest                          | Division Nord-Ouest                          |
| Équipe              | Domicile                                     | Extérieur                                    | Équipe                                       | Domicile                                     | Domicile                                     | Extérieur                                    | Extérieur                                    |
| Chicago             | 102-107                                      | 102-109                                      | Golden State                                 | 94-103                                       | 116-128                                      | 101-120                                      | 103-122                                      |
| Cleveland           | 111-120                                      | 100-120                                      | L.A. Clippers                                | 104-111                                      | 107-117                                      | 109-114                                      | 110-103                                      |
| Detroit             | 101-92                                       | 108-115                                      | L.A. Lakers                                  | 132-114                                      | 118-115                                      | 112-93                                       | 106-98                                       |
| Indiana             | 108-97                                       | 108-106                                      | Phoenix                                      | 142-119                                      | 116-94                                       | 97-118                                       | 105-101                                      |
| Milwaukee           | 111-104                                      | 129-118                                      |                                              |                                              |                                              |                                              |                                              |
|                     | 3–2                                          | 2–3                                          |                                              | 4-4                                          | 4-4                                          | 4–4                                          | 4–4                                          |
| Division            | 5–5                                          | 5–5                                          | Division                                     | 8–8                                          | 8–8                                          | 8–8                                          | 8–8                                          |
| Division Sud-Est    | Division Sud-Est                             | Division Sud-Est                             | Division Sud-Ouest                           | Division Sud-Ouest                           | Division Sud-Ouest                           | Division Sud-Ouest                           | Division Sud-Ouest                           |
| Équipe              | Domicile                                     | Extérieur                                    | Équipe                                       | Domicile                                     | Domicile                                     | Extérieur                                    | Extérieur                                    |
| Atlanta             | 91-88                                        | 97-103                                       | Dallas                                       | 112-98                                       | 133-111                                      | 116-117 (2OT)                                | 104-101                                      |
| Charlotte           | 128-129 (2OT)                                | 122-127 (OT)                                 | Houston                                      | 110-116                                      | 107-97                                       | 113-120                                      | 81-116                                       |
| Miami               | 106-112                                      | 109-116                                      | Memphis                                      | 89-103                                       |                                              | 117-121                                      | 98-104                                       |
| Orlando             | 100-107                                      | 97-91                                        | New Orleans                                  | 97-109                                       | 108-123                                      | 105-114                                      | 112-115                                      |
| Washington          | 120-111                                      | 99-113                                       | San Antonio                                  | 88-106                                       | 92-108                                       | 94-104                                       |                                              |
|                     | 2–3                                          | 1–4                                          |                                              | 3–6                                          | 3–6                                          | 1–8                                          | 1–8                                          |
| Division            | 3-7                                          | 3-7                                          | Division                                     | 4–14                                         | 4–14                                         | 4–14                                         | 4–14                                         |
| Conférence          | 14–16 (Domicile : 8–7 ; Extérieur : 6–9)     | 14–16 (Domicile : 8–7 ; Extérieur : 6–9)     | Conférence                                   | 19-33 (Domicile : 10–16 ; Extérieur : 9–17)  | 19-33 (Domicile : 10–16 ; Extérieur : 9–17)  | 19-33 (Domicile : 10–16 ; Extérieur : 9–17)  | 19-33 (Domicile : 10–16 ; Extérieur : 9–17)  |
| Total               | 33-49 (Domicile : 18–23 ; Extérieur : 15–26) | 33-49 (Domicile : 18–23 ; Extérieur : 15–26) | 33-49 (Domicile : 18–23 ; Extérieur : 15–26) | 33-49 (Domicile : 18–23 ; Extérieur : 15–26) | 33-49 (Domicile : 18–23 ; Extérieur : 15–26) | 33-49 (Domicile : 18–23 ; Extérieur : 15–26) | 33-49 (Domicile : 18–23 ; Extérieur : 15–26) |

## Effectif actuel
| Kings de Sacramento Effectif actuel |    |                        |                      |                |
| Entraîneur : George Karl            |    |                        |                      |                |
| Ailier fort, Ailier                 | 13 | Drapeau des États-Unis | Quincy Acy           | Baylor         |
| Arrière                             | 5  | Drapeau des États-Unis | James Anderson       | Oklahoma State |
| Arrière                             | 3  | Drapeau de l'Italie    | Marco Belinelli      | Italie         |
| Ailier                              | 31 | Drapeau des États-Unis | Caron Butler         | Connecticut    |
| Ailier                              | 18 | Drapeau d’Israël       | Omri Casspi          | Israël         |
| Pivot                               | 00 | Drapeau des États-Unis | Willie Cauley-Stein  | Kentucky       |
| Meneur                              | 7  | Drapeau des États-Unis | Darren Collison      | UCLA           |
| Pivot                               | 15 | Drapeau des États-Unis | DeMarcus Cousins (C) | Kentucky       |
| Meneur                              | 30 | Drapeau des États-Unis | Seth Curry           | Duke           |
| Ailier                              | 26 | Drapeau de la Croatie  | Duje Dukan           | Wisconsin      |
| Ailier                              | 8  | Drapeau des États-Unis | Rudy Gay             | Connecticut    |
| Pivot                               | 41 | Drapeau de la Grèce    | Kosta Koufos         | Ohio           |
| Meneur                              | 23 | Drapeau des États-Unis | Ben McLemore         | Kansas         |
| Pivot/Ailier fort                   | 25 | Drapeau des États-Unis | Eric Moreland        | Oregon         |
| Meneur                              | 9  | Drapeau des États-Unis | Rajon Rondo          | Kentucky       |
| (C) Capitaine - - Blessé            |    |                        |                      |                |

## Contrats et salaires 2015-2016
| Joueur              | Poste      | Âge        | Exp        | Contrat                | Salaire 2015-2016 | Fin du contrat |
| ------------------- | ---------- | ---------- | ---------- | ---------------------- | ----------------- | -------------- |
| Joueurs actuels     |            |            |            |                        |                   |                |
| Quincy Acy          | SF         | 25         | 3          | 2 032 309 $ sur 2 ans  | 981,348 $         | 2017           |
| James Anderson      | SG         | 26         | 4          | 2 154 544 $ sur 2 ans  | 1 015 421 $       | 2017           |
| Marco Belinelli     | SF         | 29         | 8          | 19 000 000 $ sur 3 ans | 6 060 606 $       | 2018           |
| Caron Butler        | SF         | 35         | 13         | 3 050 846 $ sur 2 ans  | 1 499 187 $       | 2017           |
| Omri Casspi         | SF         | 27         | 6          | 5 800 000 $ sur 2 ans  | 2 836 186 $       | 2017           |
| Willie Cauley-Stein | C          | 22         | 0          | 6 949 440 $ sur 2 ans  | 3 398 280 $       | 2019           |
| Darren Collison     | PG         | 28         | 6          | 15 040 677 $ sur 3 ans | 5 013 559 $       | 2017           |
| DeMarcus Cousins    | C          | 25         | 5          | 65 619 700 $ sur 4 ans | 15 851 950 $      | 2018           |
| Seth Curry          | SG         | 25         | 2          | 1 962 972 $ sur 2 ans  | 947,276 $         | 2017           |
| Duje Dukan          | PF         | 24         | 0          | 1 399 729 $ sur 2 ans  | 525,093 $         | 2017           |
| Rudy Gay            | SF         | 29         | 9          | 40 000 000 $ sur 3 ans | 12 403 101 $      | 2018           |
| Kosta Koufos        | C          | 26         | 7          | 32 879 000 $ sur 4 ans | 7 700 000 $       | 2019           |
| Ben McLemore        | SG         | 22         | 2          | 13 087 722 $ sur 4 ans | 3 156 600 $       | 2017           |
| Eric Moreland       | PF         | 23         | 1          | 845,059 $ sur 1 an     | 845,059 $**       | 2016           |
| Rajon Rondo         | PG         | 29         | 9          | 9 500 000 $ sur 1 an   | 9 500 000 $       | 2016           |
| Joueurs coupés      |            |            |            |                        |                   |                |
| Wayne Ellington     | SG         | 28         | 6          | -                      | 923,780 $         | -              |
| Marshall Henderson  | SG         | 25         | 0          | -                      | 35,000 $          | -              |
|                     |            |            |            |                        |                   |                |
| Total               | Total      | Total      | Total      | Total                  | 72 692 446 $      | Différence     |
| Salary Cap          | Salary Cap | Salary Cap | Salary Cap | Salary Cap             | 70 000 000 $      | - 2 692 446 $  |
| Luxury Tax          | Luxury Tax | Luxury Tax | Luxury Tax | Luxury Tax             | 84 700 000 $      | 12 007 554 $   |

- 2016 = Joueurs qui peuvent quitter le club à la fin de cette saison.
- ** Contrat partiellement garanti

## Transferts

### Échanges
| Juillet         | Juillet | Juillet | Juillet                |
| --------------- | --- | --- | ---------------------- |
| 9 juillet 2015  | Échange à deux équipes | Échange à deux équipes | Échange à deux équipes |
| 9 juillet 2015  | Vers Spurs de San Antonio - Ray McCallum, Jr. | Vers Kings de Sacramento - Second tour de draft 2016 | [ 2 ]                  |
| 10 juillet 2015 | Échange à deux équipes | Échange à deux équipes | Échange à deux équipes |
| 10 juillet 2015 | Vers Kings de Sacramento - Droits sur le choix no 47 de la draft 2015 : Artūras Gudaitis - Droits sur le choix no 60 de la draft 2015 : Luka Mitrović | Vers 76ers de Philadelphie - Carl Landry - Nik Stauskas - Jason Thompson - Premier tour de draft 2018 - Droits d'échanger les premiers tours de draft 2016 ou 2017 | [ 3 ]                  |

### Joueurs qui re-signent
| Date       | Joueur      | Contrat                          | Référence |
| ---------- | ----------- | -------------------------------- | --------- |
| 14 juillet | Omri Casspi | Contrat de 6 000 000 $ sur 2 ans | [ 4 ]     |

#### Options joueur et équipe
| Date        | Joueur       | Option                                                                        |
| ----------- | ------------ | ----------------------------------------------------------------------------- |
| 1er octobre | Ben McLemore | Sacramento exerce son option d'équipe de 4 000 000 $ pour la saison 2016-2017 |

### Arrivés

#### Via draft
| Date       | Joueur              | Draft                         | Contrat                                                                         | Provenance           | Référence |
| ---------- | ------------------- | ----------------------------- | ------------------------------------------------------------------------------- | -------------------- | --------- |
| 16 juillet | Willie Cauley-Stein | Draft 2015, Tour 1, choix n°6 | Contrat de 6 950 000 $ sur 2 ans (Option d’équipe pour les saisons 2017 à 2019) | Wildcats du Kentucky | [ 5 ]     |

#### Via agent libre
| Date        | Joueur          | Contrat                                                                    | Provenance                 | Référence |
| ----------- | --------------- | -------------------------------------------------------------------------- | -------------------------- | --------- |
| 13 juillet  | Marco Belinelli | Contrat de 19 000 000 $ sur 3 ans                                          | Spurs de San Antonio       | [ 6 ]     |
| 13 juillet  | Kosta Koufos    | Contrat de 32 900 000 $ sur 4 ans (Option joueur pour la saison 2018-2019) | Grizzlies de Memphis       | [ 6 ]     |
| 13 juillet  | Rajon Rondo     | Contrat de 9 500 000 $ sur 1 an                                            | Mavericks de Dallas        | [ 6 ]     |
| 16 juillet  | James Anderson  | Contrat de 2 150 000 $ sur 2 ans (Option joueur pour la saison 2016-2017)  | Žalgiris Kaunas (Lituanie) | [ 7 ]     |
| 22 juillet  | Seth Curry      | Contrat de 1 960 000 $ sur 2 ans (Option joueur pour la saison 2016-2017)  | BayHawks d'Érié (D-League) | [ 8 ]     |
| 22 juillet  | Quincy Acy      | Contrat de 3 000 000 $ sur 2 ans (Option joueur pour la saison 2016-2017)  | Knicks de New York         | [ 8 ]     |
| 22 juillet  | Duje Dukan      | Contrat de 1 400 000 $ sur 2 ans (Agent libre restreint en 2017)           | Badgers du Wisconsin       | [ 8 ]     |
| 23 juillet  | Caron Butler    | Contrat de 2 150 000 $ sur 2 ans (Option joueur pour la saison 2016-2017)  | Bucks de Milwaukee         | [ 9 ]     |
| 9 septembre | Eric Moreland   | Contrat de 845,000 $ sur 1 an (Agent libre restreint en 2016)              | Kings de Sacramento        | [ 10 ]    |

#### Via Trade
| Date      | Joueur                                               | Provenance            |
| --------- | ---------------------------------------------------- | --------------------- |
| 9 juillet | Droits sur Artūras Gudaitis Droits sur Luka Mitrović | 76ers de Philadelphie |
| 9 juillet | Second tour de draft 2016                            | Spurs de San Antonio  |

### Départs

#### Via agent libre
| Date         | Joueur           | Contrat                                                                   | Vers ¹                    | Référence |
| ------------ | ---------------- | ------------------------------------------------------------------------- | ------------------------- | --------- |
| 9 juillet    | Derrick Williams | Contrat de 8 800 000 $ sur 2 ans (Option joueur pour la saison 2016-2017) | Knicks de New York        | [ 11 ]    |
| 3 août       | Andre Miller     | Contrat de 1 500 000 $ sur 1 an                                           | Timberwolves du Minnesota | [ 12 ]    |
| 28 septembre | Ryan Hollins     | Contrat de 1 360 000 $ sur 1 an                                           | Grizzlies de Memphis      | [ 13 ]    |

¹ Il s'agit de l’équipe pour laquelle le joueur a signé après son départ, il a pu entre-temps changer d'équipe ou encore de pays.

#### Via Trade
| Date      | Joueur | Vers                  |
| --------- | --- | --------------------- |
| 9 juillet | Carl Landry Nik Stauskas Jason Thompson Premier tout de draft 2018 Droits d'échanger les premiers tours de draft 2016 ou 2017 | 76ers de Philadelphie |
| 9 juillet | Ray McCallum, Jr. | Spurs de San Antonio  |

#### Via Waived
| Date       | Joueur                          | Commentaire                                               |
| ---------- | ------------------------------- | --------------------------------------------------------- |
| 29 juillet | Eric Moreland                   | Libéré                                                    |
| 16 octobre | Marshall Henderson Vince Hunter | Non retenus dans l'équipe après les camps d’entraînements |
| 22 octobre | David Stockton                  | Non retenu dans l'équipe après les camps d’entraînements  |